# 天园十一
天园十一(波江座43)，又名CD-34 1664，HD 28028、SAO 194984、HR 1393，是波江座的一颗恒星，视星等为3.96，位于銀經235.17，銀緯-44.23，其B1900.0坐标为赤經4h 20m 16.8s，赤緯-34° -44.23′ 56″。